# Glorieuzen

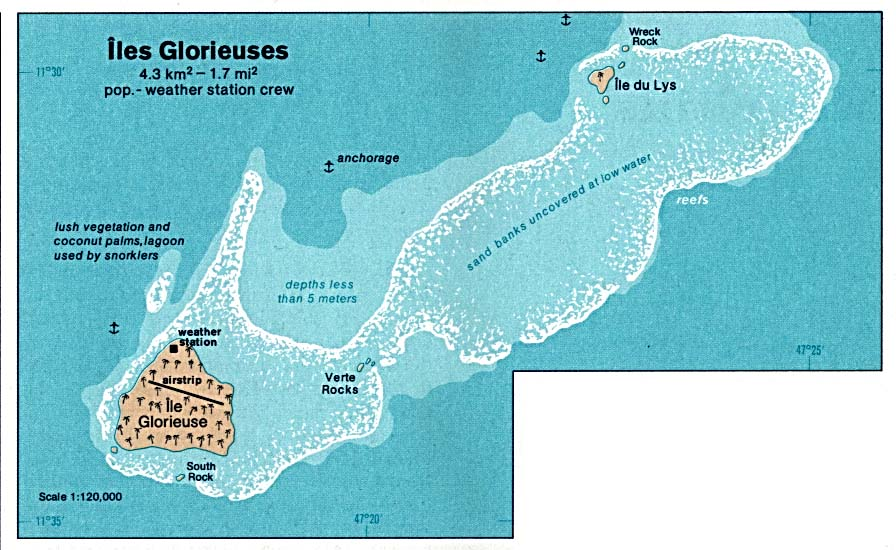
Kaart van de Glorieuzen

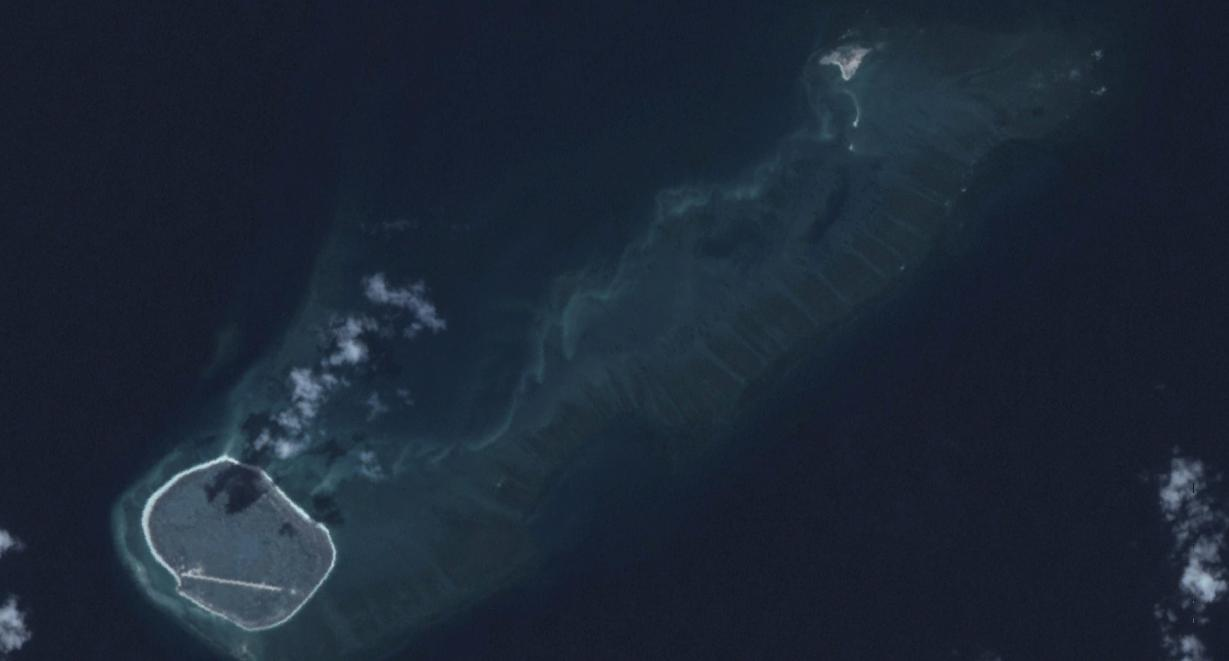
Satellietfoto van de eilandengroep

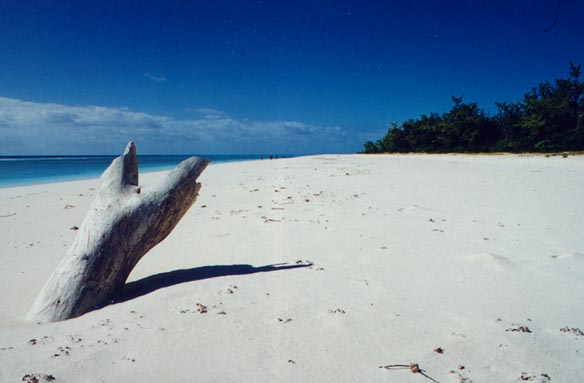
Het strand van het hoofdeiland

De Glorieuzen (Frans: Îles Glorieuses) zijn een bij Frankrijk horende eilandengroep in de Indische Oceaan. Ze liggen zo'n 160 km ten noorden van Madagaskar en ten oosten van de Comoren op 11°30 S, 47°20 E. Het hoofdeiland is 5 km² groot.
Het wordt sinds 1973 beheerd door een militair garnizoen van het Frans Vreemdelingenlegioen, van ± 15 militairen. Zij beheren onder andere een weerstation. Er is ook een klein vliegveldje.
De eilanden vormen samen sinds 1975 een natuurreservaat.

## Geografie
De eilanden wordt omringd door een koraalrif en een lagune.
Het hoofdeiland, Île Glorieuse, is ± 3 km in doorsnee. Het heeft een dichte begroeiing die vooral bestaat uit Casuarinaceae en kokospalmen. Het hoogste punt ligt op 12 meter boven zeeniveau.
Île du Lys is zo'n 600 meter lang en bestaat uit duinen en mangrovebossen.
Tijdens eb worden beide eilanden door een zandbank met elkaar verbonden. Ze vormen een broedgebied voor sternen en schildpadden. In de lagune worden vaak dolfijnen gesignaleerd. Verder zijn er nog een aantal rotseilanden.

## Geschiedenis en huidige situatie
Waarschijnlijk zijn de eilanden al bezocht door Arabische zeevaarders die hier vanaf de 7e eeuw langskwamen.
Ook Europese scheepvaarders moeten hier, onderweg naar India langsgevaren zijn. Later is het door de Portugezen herontdekt.
In 1880 stichtte de Fransman Hippolyte Caltaux een plantage op het hoofdeiland. Hij verbouwde hier maïs en kokosnoten. Op Île du Lys bracht hij een kudde schapen onder.
Na verloop van tijd werd er een dorp gesticht. Ook werd er begonnen met de winning van guano.
Op 23 augustus 1892 landde kapitein Richard met zijn schip Primauguet op het hoofdeiland en claimde de eilanden in naam van Frankrijk. In 1912 werden ze bij de Franse kolonie Madagaskar gevoegd.
Tijdens de Tweede Wereldoorlog werd het eiland verlaten, maar vanaf 1952 ging de landbouw, veeteelt en guanowinning weer van start. In 1958 werden alle economische activiteiten echter stopgezet.
In 1959 werd er een weerstation in gebruik genomen. Deze moest met name orkaanwaarschuwingen uitgeven.
Sinds 3 januari 2005 worden de eilanden door de prefect, de hogere beheerder van TAAF, bestuurd vanuit Réunion.

## Buitenlandse claims
De eilandengroep wordt door verschillende landen opgeëist. Deze landen zijn:
- Madagaskar
- De Comoren
- De Seychellen

Bassas da India · Europa · Juan de Nova · Glorieuzen · Tromelin